# Амаргоза
Амаргоза (порт. Amargosa)  —  муниципалитет в Бразилии, входит в штат Баия. Составная часть мезорегиона Юго-центральная часть штата Баия. Входит в экономико-статистический микрорегион Жекие. Население составляет 33 356 человек на 2006 год. Занимает площадь 435,932 км². Плотность населения — 76,5 чел./км².
Праздник города — 19 июня.

## История
Город основан 24 апреля 1877 года.

## Статистика
- Валовой внутренний продукт на 2003 год составляет 79 067 975,00 реалов (данные: Бразильский институт географии и статистики).
- Валовой внутренний продукт на душу населения на 2003 год составляет 2446,18 реалов (данные: Бразильский институт географии и статистики).
- Индекс развития человеческого потенциала на 2000 год составляет 0,662 (данные: Программа развития ООН).